# Gabriel Ferrán Carrión
Gabriel Ferrán Carrión (Madrid, 1961) es un diplomático y abogado español. Embajador del Reino de España ante Chipre (desde 2022).

## Biografía
Nacido en la ciudad de Madrid en el año 1961. Hijo del embajador Gabriel Ferrán de Alfaro. Tiene una Licenciatura en la carrera de Derecho. Tras finalizar sus estudios universitarios, en 1990 decidió ingresar en la carrera diplomática, comenzando a trabajar en la segunda jefatura de las Embajadas de España en el Líbano (1990-1993) y Malasia (1993-1996). En 1996 fue destinado como Consejero de Cooperación en la Embajada de España en Costa Rica.
Posteriormente, de manera sucesiva ocupó otros cargos de responsabilidad. Fue Vocal Asesor en la Secretaría de Estado de Seguridad, Consejero en la Embajada de España en Marruecos y en la Representación Permanente de España ante la Unión Europea, Subdirector General Adjunto de Oriente Próximo y Magreb, y Vocal Asesor en el Gabinete del Subsecretario, responsable de la Dirección de la Obra Pía de los Santos Lugares de Jerusalén.
Por aprobación del Consejo de Ministros, el día 1 de octubre de 2018 fue nombrado como nuevo Embajador del Reino de España en la República Islámica de Afganistán, en sucesión de Emilio Pérez de Ágreda. Una vez ya en la ciudad de Kabul, el 14 de octubre le entregó las cartas credenciales al presidente afgano, Ashraf Ghani Ahmadzai.
Cesó en el cargo el 4 de agosto de 2021, apenas diez días antes de la toma de Kabul por parte de los talibanes. Debido a esto, el Gobierno de España llevó a cabo un plan para evacuar del país a todos los españoles y sus colaboradores. El embajador, en funciones desde su cese, decidió no subirse al primer vuelo del Ejército del Aire que aterrizó en Kabul para llevarse a los españoles y afganos que esperaban en el aeropuerto y se mantuvo en el país hasta que finalizase el proceso de repatriación. Finalmente, tanto el embajador Ferrán Carrión, como Paula Sánchez Díaz, segunda jefa de la legación española en Kabul regresaron a Madrid, aterrizando el 27 de agosto de 2021 en la base aérea de Torrejón de Ardoz. Por dicha actuación, ambos fueron condecorados con la Cruz Blanca de la Orden del Mérito Policial.
El 14 de septiembre de 2022 fue nombrado Embajador de España en la República de Chipre.

## Distinciones
- Cruz Blanca de la Orden del Mérito Policiall (2021).[9]
- Gran Cruz de la Orden del Mérito Civil (2021).[10]